# Der Edi und seine Nessel

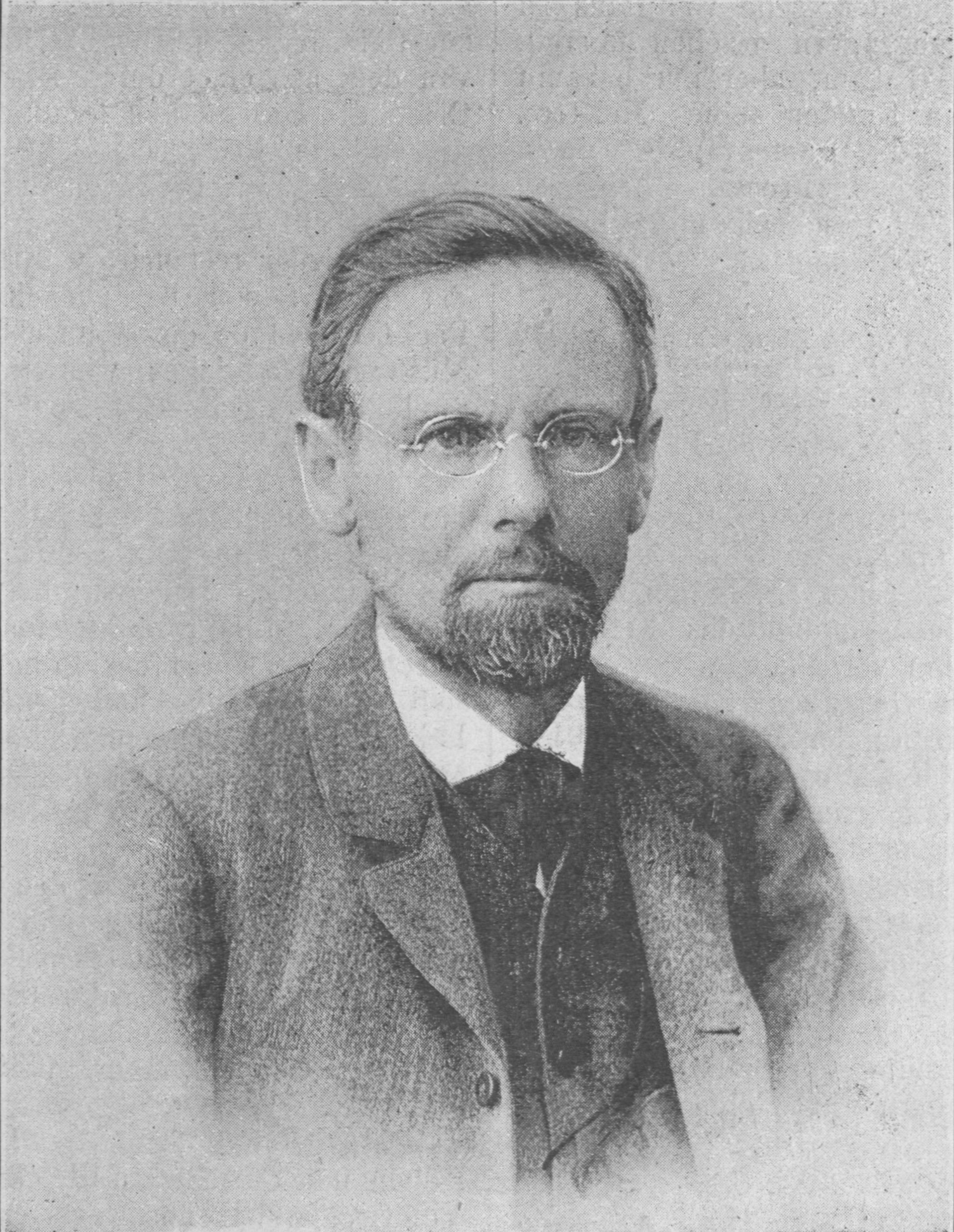
Peter Rosegger im Jahr 1893

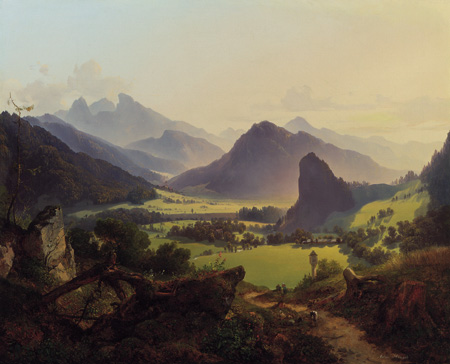
Landschaft am Ort der Handlung

Der Edi und seine Nessel ist eine Erzählung des österreichischen Schriftstellers Peter Rosegger, die im August und September (Hefte 11 und 12) 1889 in der Grazer Monatsschrift Heimgarten erschien.

## Inhalt
Die Geschichte handelt in der Gegend um Leinbach. Edi Hochsteiningers Mutter und auch seine einzige Schwester waren schon vor Jahren verstorben. Als der Großbauer Hochsteininger stirbt, hinterlässt er seinem Sohn Edi, der eine landwirtschaftliche Schule absolviert hat, den tief verschuldeten Hof. Edi entflieht der Gläubigerschar. Mit einem Bündel auf dem Rücken, das ein paar Kleidungsstücke enthält, taucht er im Monat Mai in den nahen Waldungen unter. Unterwegs begegnet er der Ziegenhirtin Agnes. Das Mädchen wird das Neserl oder auch die Nessel gerufen. Beide kommen ins Gespräch. Edi macht der Nessel einen Antrag. Das Dirndl nimmt den jungen Mann mit in das nahe gelegene kleine elterliche Haus. Der Zudel – das ist Agnes’ Vater – wird dem Leser als notorischer Lügenbold und Verleumder vorgeführt, der immer einmal sitzen muss. Die Mutter – schweigsam-solide – ist das ganze Gegenteil.
Auf der Suche nach Arbeit zieht Edi weiter. Nach mehreren vergeblichen Anläufen dient er bei einem Pächter. Als der Arbeitgeber erfährt, dass Edi Landwirtschaft studiert hat, überschüttet er den Untergebenen mit Spott. Edi antwortet mit einem Schlag ins Gesicht. Der Beleidigte wartet das vom Pächter angestrengte Gerichtsverfahren nicht ab, sondern flüchtet im Spätsommer in jenes Engtal, in dem sich an einer Felswand Nessels Häuschen duckt. Edi erfährt von Nessel, im Mai hat er sie geschwängert. Edi schlägt den gemeinsamen Suizid vor. Die Nessel will leben. Der Zudel hat die Patentlösung. Aus dem Gefängnis bringt er den „reichen“ Pferdehändler Siegmund als Heiratswilligen mit. Die Nessel flüchtet in Edis Versteck hinauf zu den Birken. Edi unternimmt mit seinem Revolver einen Selbstmordversuch; schießt sich in die Herzgegend.
Der Verwundete überlebt. Die Nessel bringt ihn nach Hause. Die Mutter erweist sich als umsichtige Krankenpflegerin und ruft einen Arzt. Der „reiche Bräutigam“ Siegmund sucht das Weite. Die Nessel wacht am Krankenbett Edis und die Mutter muss notgedrungen die Ziegen hüten. 
Die Tochter ist ratlos und erwartet von ihrer besonnenen Mutter einen guten Rat, die Zukunft betreffend. Auch die Mutter weiß auf Anhieb nicht weiter. Schließlich will die Mutter der Tochter das Zudel-Haus überschreiben. Das Paar könnte heiraten und aus dem bescheidenen Anwesen einen Hochsteiningerhof machen.

## Ausgaben
- Der Edi und seine Nessel. Eine Dorfgeschichte aus Steiermark von P. K. Rosegger In: Heimgarten. Band 13. Leykam, Graz 1889, S. 801–813, 888–896 (archive.org).
- Der Edi und seine Nessel. In Bd. 2: Peter Rosegger: Der Schelm aus den Alpen. Allerlei Geschichten und Gestalten. Schwänke und Schnurren. 2 Bde. A. Hartleben’s Verlag, Wien 1890.
- Der Edi und seine Nessel. In: Elisabeth Goedicke, Peter Rosegger, Kurt Münzer: Meisternovellen neuerer Erzähler (Frei – Der Edi und seine Nessel – Die Rosentreppe). Hesse & Becker, Leipzig 1910.
- Der Edi und seine Nessel. In: Peter Rosegger: Das Buch der Novellen. Dritter Band, L. Staackmann. Leipzig 1916, S. 189–223.

## Anmerkung
1. ↑  In Landl gibt es ein Lainbach.